# Club Nacional de Football
Club Nacional de Football (local [kluβ nasjoˈnal de ˈfutβol]), cunoscut și ca Nacional Montevideo, este un club de fotbal din Montevideo, Uruguay care evoluează în Prima Divizie Uruguayană. Este echipa uruguayană cu cel mai mare succes pe plan național și internațional. De-a lungul istoriei, a câștigat cele mai multe campionate și cupe ale Uruguayului, obținând 49 de titluri în campionatul național, și 89 de cupe.

## Istorie
Nacional a luat ființă pe 14 mai 1899, la inițiativa mai multor studenți ai universității, ca o reacție împotriva dominării sporturilor naționale de către cluburile străine. A rezultat din fuziunea cluburilor Montevideo Football Club și Uruguay Athletic Club. De la fondarea sa, culorile clubului -roșu, albastru și alb- sunt preluate de la cele ale steagului lui José Gervasio Artigas, erou național al Uruguayului.
În 1900, clubului i s-a refuzat intrarea în recent infiintata Uruguay Football League, dar i-a fost permisă în anul următor. Nacional a terminat pe locul secund în primul său sezon, iar în al doilea sezon a câștigat campionatul pentru prima dată.
La 13 septembrie 1903, echipa națională de fotbal a Uruguayului, formată în întregime din jucători Nacionalului, a învins Argentina cu scorul de 3-2 în Buenos Aires. Aceasta a fost prima victorie internațională a fotbalului uruguayan.
În 1905 Nacional a câștigat primul său trofeu internațional, „Rio de la Plata Cupa de onoare”, după ce a învins în finală echipa Argentinianul Alumni A.C.
Mai târziu a urmat o perioadă de turbulențe, cu o luptă pentru putere între facțiuni elitiste și populiste. În decursul acestor ani, Nacional nu a câștigat niciun titlu important, și a suferit, de asemenea, moartea a doi frați Cespedes, victime ale unei epidemii de variole. 
În cele din urmă, în 1911, majoritatea populistă, condusă de președintele José María Delgado, a preluat și a deschis ușile clubului pentru jucători din clasele inferioare. În urma acestui eveniment, Nacional a revenit în prim-planul fotbalului din regiune, câștigând campionatul uruguayan de nouă ori între anii 1912 și 1924, precum și opt cupe Rioplatense.

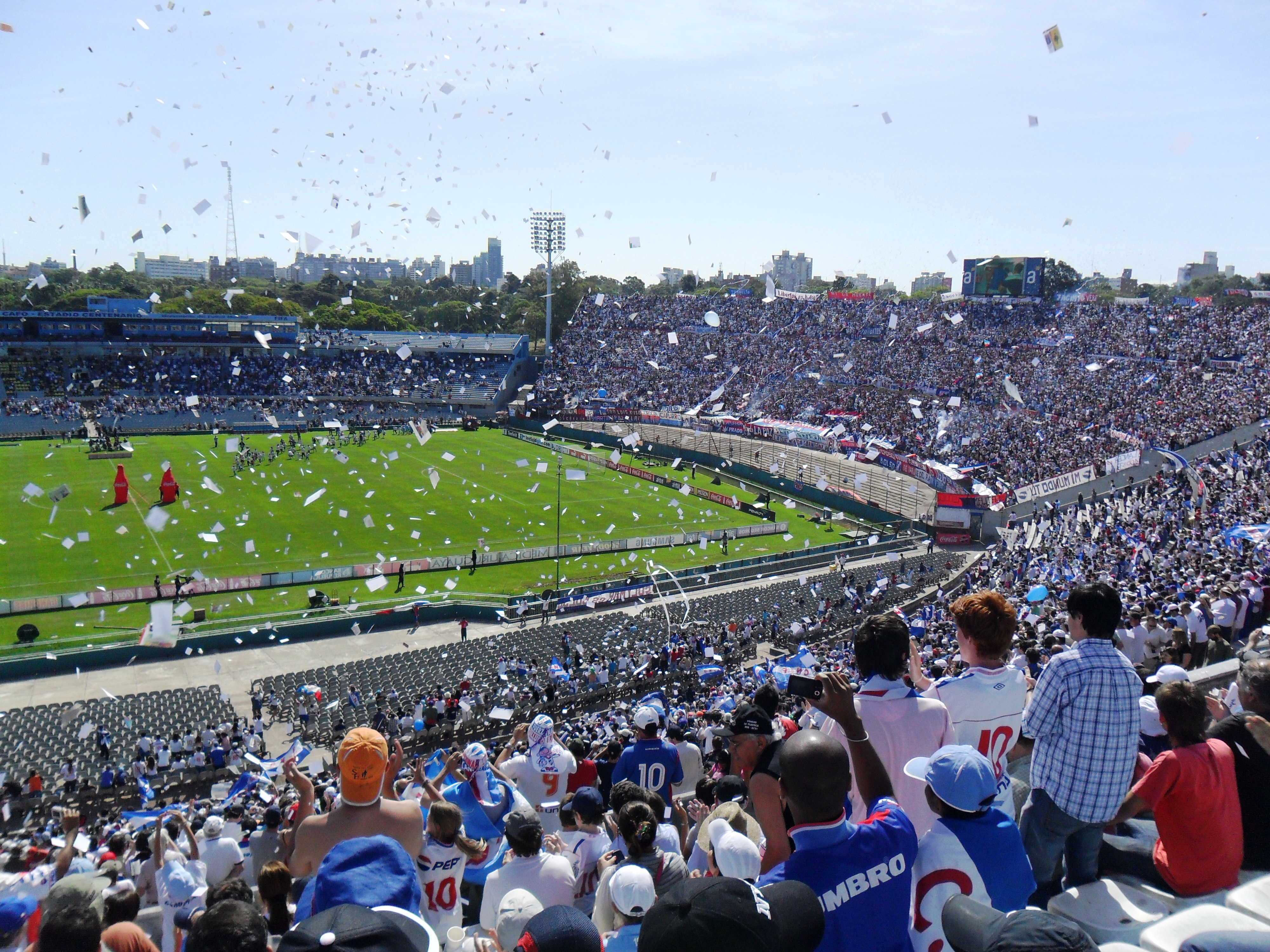
Fanii Nacionali din peluza Colombes a Stadionului Centenario, în 2011

În anii 1920 Nacional a stat la baza echipei naționale Uruguayan care a câștigat medalia de aur la Jocurile Olimpice de la Paris și Amsterdam (1924 și 1928). În 1925 Nacional a făcut un tur al Europei, care a durat 190 de zile și este considerat cel mai lung din istoria fotbalului mondial.
Între 1939 și 1950 Nacional, condusă de atacantul argentinian Atilio García, a câștigat opt campionate. García este, până acum, golgheterul clubului. El este, de asemenea, golgheterul derbiului uruguayan și singurul jucător care a marcat patru goluri într-un singur derbi.
În a doua jumătate a secolului al XX-lea, Nacional a câștigat încă nouă competiții internaționale: trei Cupe Libertadores, trei Cupe intercontinentale, două Cupe Interamericane și o Recopa Sudamericana.
După 1998, Nacional a revenit să domine fotbalul uruguayan, câștigând majoritatea titlurilor de campioană.

## Stadion

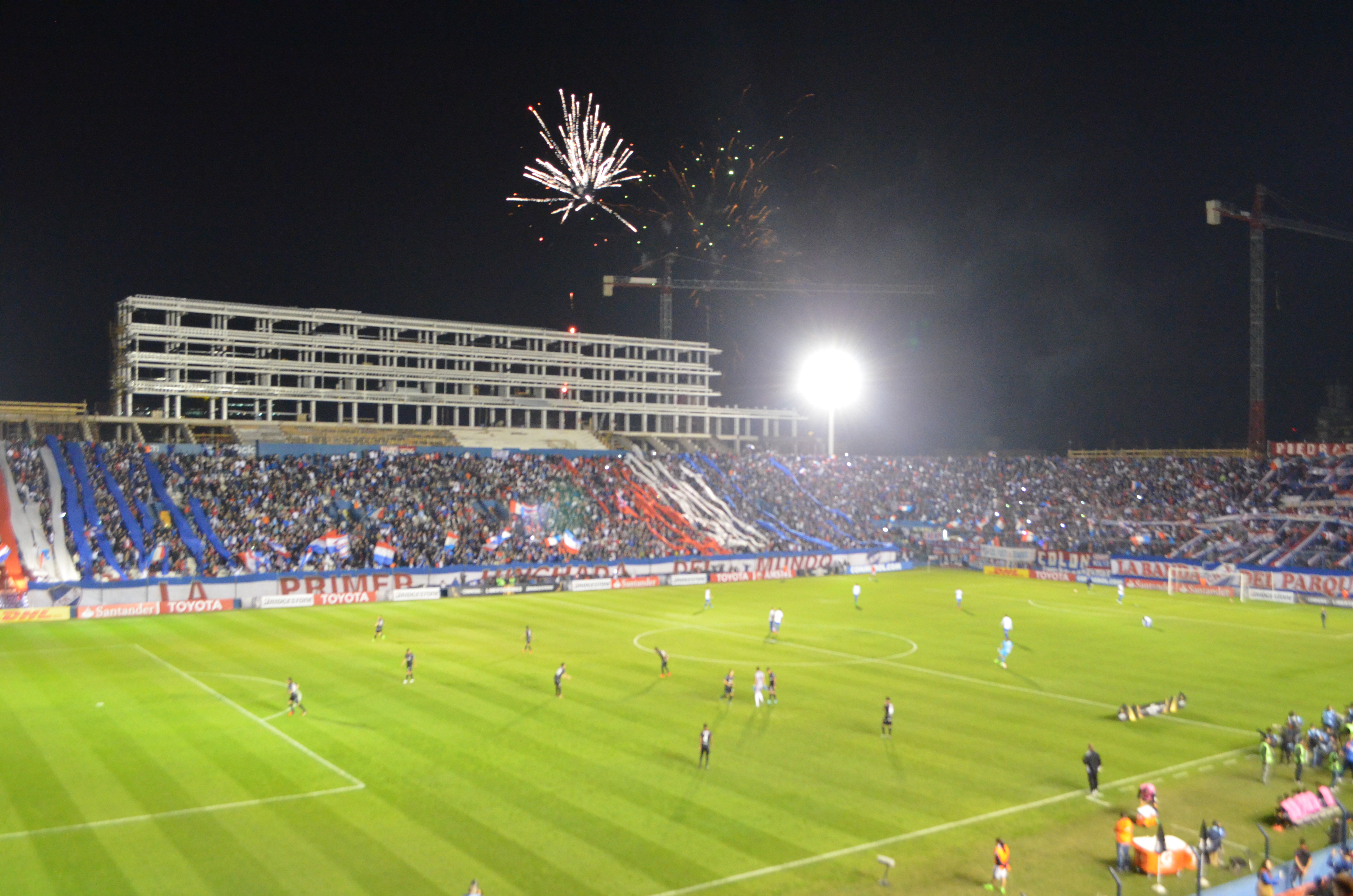
Gran Parque Central; peluzele Atilio García și Abdón Porte

Nacional joacă meciurile de acasă pe stadion Gran Parque Central (română: Mare Parcul Central), aflat în cartierul „La Blanqueada”. Deschis în 1900, stadionul a fost anterior în proprietatea unei companii de tramvai. După construcției stadionului Centenario în 1930, și până 2005 Nacional a jucat aproape toți meciurile de acasă pe acest stadionul. 
O renovare generală a avut loc începand cu 2004, care a crescut capacitatea la 26.500 de locuri.
În 1923 și 1924 Parcul a găzduit toți meciurile cupelor América, ambele trofee au fost câștigate de echipa națională a Uruguayului. 
De asemenea, pe 13 iulie 1930 primul meci din istoria Campionatului Mondial a fost disputat pe acest stadion.

## Lotul actual
La 5 februarie 2025.
| Nr. |           | Poziție | Jucător                               |
| --- | --------- | ------- | ------------------------------------- |
| 2   | Uruguay   | F       | Nicolás Ramos                         |
| 4   | Uruguay   | F       | Sebastián Coates (căpitan)            |
| 5   | Uruguay   | M       | Yonathan Rodríguez                    |
| 6   | Uruguay   | M       | Luciano Boggio                        |
| 7   | Uruguay   | A       | Nicolás López (împrumutat de la León) |
| 8   | Uruguay   | M       | Christian Oliva                       |
| 9   | Uruguay   | A       | Gonzalo Petit                         |
| 10  | Uruguay   | M       | Mauricio Pereyra                      |
| 11  | Argentina | F       | Gabriel Báez                          |
| 12  | Panama    | P       | Luis Mejía                            |
| 13  | Uruguay   | F       | Emiliano Ancheta                      |
| 16  | Uruguay   | A       | Lucas Villalba                        |
| 17  | Chile     | A       | Eduardo Vargas                        |
| 18  | Uruguay   | M       | Jeremía Recoba                        |
| 19  | Uruguay   | F       | Lucas Morales                         |
| 20  | Uruguay   | A       | Gonzalo Carneiro                      |

| Nr. |           | Poziție | Jucător                                                    |
| --- | --------- | ------- | ---------------------------------------------------------- |
| 21  | Uruguay   | A       | Renzo Sánchez                                              |
| 25  | Uruguay   | P       | Ignacio Suárez                                             |
| 26  | Uruguay   | A       | Bruno Arady                                                |
| 27  | Uruguay   | M       | Diego Romero (împrumutat de la Deportivo Maldonado)        |
| 28  | Uruguay   | M       | Franco Catarozzi (împrumutat de la Montevideo City Torque) |
| 29  | Columbia  | F       | Julián Millán                                              |
| 30  | Uruguay   | A       | Pavel Núñez                                                |
| 31  | Uruguay   | M       | Jairo Amaro                                                |
| 32  | Uruguay   | M       | Rodrigo Mederos                                            |
| 34  | Uruguay   | M       | Nahuel López                                               |
| 40  | Uruguay   | P       | Diego Capdevila                                            |
| 76  | Columbia  | A       | Diego Herazo                                               |
| 77  | Uruguay   | F       | Nicolás Rodríguez                                          |
| 80  | Venezuela | M       | Rómulo Otero                                               |
|     | Uruguay   | A       | Exequiel Mereles                                           |

## Palmares

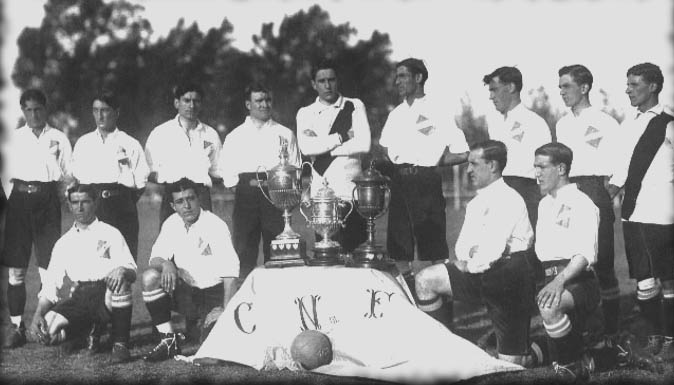
Nacional multicampioană, 1915

### Intern (135)
Prima Divizie (49):
- Era amatoare (11): 1902, 1903, 1912, 1915, 1916, 1917, 1919, 1920, 1922, 1923, 1924.
- Era profesionistă (38): 1933, 1934, 1939, 1940, 1941, 1942, 1943, 1946, 1947, 1950, 1952, 1955, 1956, 1957, 1963, 1966, 1969, 1970, 1971, 1972, 1977, 1980, 1983, 1992, 1998, 2000, 2001, 2002, 2005, 2005-06, 2008-09, 2010-11, 2011-12, 2014-15, 2016, 2019, 2020, 2022.

Cupa Competiției (7):
- 1912, 1913, 1914, 1915, 1919, 1921, 1923.

Cupa Onoarei (7):
- 1905, 1906, 1913, 1914, 1915, 1916, 1917.

Cupa León Peyrou (3):
- 1920, 1921, 1922.

Campionatul Inginerul José Serrato (1):
- 1928.

Cupa Albion (1):
- 1919.

Turnirul Onoarei (15):
- 1935, 1938, 1939, 1940, 1941, 1942, 1943, 1946, 1948, 1955, 1957, 1958, 1961, 1962, 1963.

Turnirul Competiției (10): 
- 1934, 1945, 1948, 1952, 1958, 1959, 1961, 1962, 1963, 1989

Turnirul Patrulaterului (7): 
- 1952, 1954, 1956, 1958, 1962, 1964, 1967.

Liga majoră (3):
- 1975, 1976, 1977.

Campionatul național Generalul Artigas (2):
- 1961, 1962.

Turnirul Apertura (11): 
- 1997, 1998, 1999, 2000, 2002, 2003, 2004, 2008, 2009, 2011, 2014.

Turnirul Clausura (6): 
- 1995, 1996, 1998, 2001, 2006, 2011.

Ligică Pre-Libertadores (8):
- 1982, 1990, 1992, 1993, 1996, 1999, 2007, 2008.

Turnirul Intermediului (1):
- 2017.

Turnirul Fermín Garicoits (1):
- 1965.

Turnirul Orașul Montevideo (1): 
- 1973.

Turnirul Campionii Olimpici (1):
- 1974.

Campionatul Stadionul Centenario (1):
- 1983.

Supercupa Uruguayului (3):
- 2019, 2021, 2025.

### Internațional (22)
- Cupa Intercontinentală (3): 
  - 1971, 1980, 1988.
- Cupa Libertadores (3):
  - 1971, 1980, 1988.
- Cupa Interamericana (2):
  - 1972, 1989.
- Recopa Sudamericana (1):
  - 1989.
- Cupa Onoarei Rioplatense (4): 
  - 1905, 1915, 1916, 1917.
- Cupa Tie Competition (2):
  - 1913, 1915.
- Cupa Río de la Plata (6):

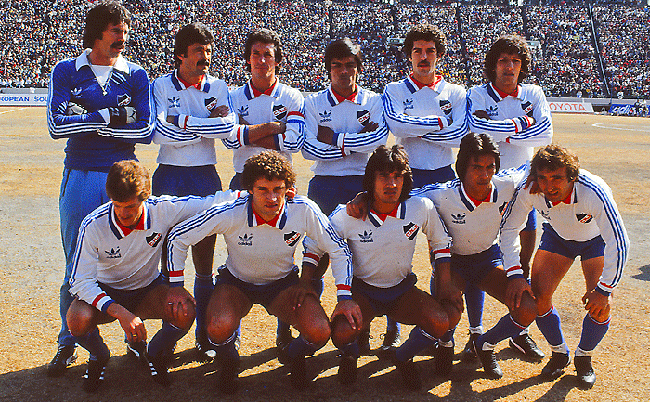
Nacional campionul Intercontinental, 1980

  - 1916, 1919, 1920, 1940, 1942, 1946.
- Cupa Confraternității Escobar-Gerona (1):
  - 1945.

## Jucători notabili
| De la fondare până în 1940 |

| - Carlos Céspedes - Bolívar Céspedes - Alfredo Foglino - José Vanzzino - Pablo Dacal - Pascual Somma | - Ángel Romano - Antonio Urdinarán - Héctor Scarone - Carlos Scarone - Abdón Porte | - Santos Urdinarán - Andrés Mazali - Pedro Petrone - Alfredo Zibechi - Héctor Castro | - José Nasazzi - Enrique Fernández Viola - Aníbal Ciocca - José Pedro Cea - José Leandro Andrade |

| Din 1940 până în 1980 |

| - Aníbal Paz - Eugenio Galvalisi - Schubert Gambetta - Luis Ernesto Castro - Roberto Porta - Bibiano Zapirain | - Rodolfo Pini - Atilio García - Julio Pérez - Javier Ambrois - José Sanfilippo | - Julio Montero Castillo - Juan Martín Mugica - Manga - Víctor Espárrago - Luis Cubilla | - Ildo Maneiro - Julio César Morales - Luis Artime - Atilio Ancheta - Juan Carlos Blanco |

| Din 1980 până în 2000 |

| - Hugo De León - Juan Ramón Carrasco - Rodolfo Rodríguez - Waldemar Victorino - Eduardo de la Peña - Arsenio Luzardo - Alberto Bica - José Hermes Moreira | - Washington González - Denis Milar - Jorge Seré - Tony Gómez - Felipe Revelez - José Luis Pintos Saldanha - Santiago Ostolaza - Jorge Cardacio | - Yubert Lemos - Ernesto Vargas - William Castro - Héctor Morán - Daniel Fonseca - Julio César Dely Valdés - Ruben Sosa - Álvaro Recoba | - Nelson Abeijón - Fabián O'Neill - Antonio Vidal González - Carlos Camejo - Marco Vanzini - Mario Regueiro - Gustavo Munúa - Martín Del Campo |

| Din 2000 până azi |

| - Sebastián Abreu - Alexander Medina - Limberg Gutiérrez - Juan Albín - Gabriel Álvez - Diego Arismendi - Sebastián Coates - Walter Coelho - Fernando Muslera - Richard Morales | - Óscar Javier Morales - Sergio Martínez - Alejandro Lembo - Nicolás Lodeiro - Diego Lugano - Diego Godín - Martín Ligüera - Bruno Fornaroli - Horacio Peralta - Facundo Píriz | - Luis Suárez - Vicente Sánchez - Andrés Scotti - Sebastián Fernández - Gustavo Varela - Pierre Webó - Sebastián Viera - Iván Alonso - Gonzalo Bueno - Tabaré Viudez | - Felipe Carballo - Israel Damonte - Jorge Fucile - Marcelo Gallardo - Santiago García - Álvaro González - Nicolás López - Gastón Pereiro - Diego Polenta - Mauricio Victorino |

## Antrenori notabili
| - William Reaside - Héctor Castro - Enrique Fernández, 1945, 1950-52 - Ondino Viera - Washington Etchamendy - Juan Martín Mujica - Roberto Fleitas - Héctor Núñez - Hugo De León |

## Președinți
| Nume                    | Perioadă    |
| ----------------------- | ----------- |
| Sebastián Puppo         | 1899        |
| Jorge A. Ballestero     | 1900        |
| Bernardino Daglio       | 1901        |
| Carlos Carve Urioste    | 1902        |
| Domingo Prat            | 1903 - 1904 |
| Luis Laventure          | 1905        |
| José María Reyes Lerena | 1906 - 1907 |
| Domingo Prat            | 1908        |
| Francisco Del Campo     | 1909        |
| Domingo Prat            | 1910        |
| José María Delgado      | 1911 - 1921 |
| Rodolfo Bermúdez        | 1922 - 1923 |
| Numa Pesquera           | 1923 - 1925 |
| Ramón Pedro Díaz        | 1926        |
| Óscar Bottini           | 1927        |
| Melitón Romero          | 1928        |
| José María Delgado      | 1929 - 1932 |
| Rodolfo Bermúdez        | 1933        |

| Nume                      | Perioadă    |
| ------------------------- | ----------- |
| Atilio Narancio           | 1934 - 1935 |
| José María Reyes Lerena   | 1936        |
| Aníbal Zapicán Falco      | 1937        |
| Raúl Blengio Salvo        | 1938        |
| Atilio Narancio           | 1939        |
| Rodolfo Gorriti           | 1940 - 1945 |
| Roberto Espil             | 1946 - 1949 |
| Gregorio Baldizán         | 1950 - 1951 |
| Santiago de Brum Carbajal | 1952 - 1953 |
| Manuel González           | 1953        |
| Roberto Espil             | 1954        |
| José Añón                 | 1955 - 1961 |
| Eduardo Pons Echeverry    | 1962 - 1967 |
| Miguel Restuccia          | 1968 - 1979 |
| Justo Alonso Leguísamo    | 1979 - 1980 |
| Dante Iocco               | 1980 - 1982 |
| Rodolfo Sienra Roosen     | 1983 - 1985 |
| Mario Garbarino           | 1986 - 1988 |

| Nume                | Perioadă    |
| ------------------- | ----------- |
| Roberto Recalt      | 1989 - 1991 |
| Ceferino Rodríguez  | 1992 - 1997 |
| Dante Iocco         | 1998 - 2000 |
| Eduardo Ache        | 2001 - 2006 |
| Víctor Della Valle  | 2006        |
| Ricardo Alarcón     | 2007 - 2012 |
| Eduardo Ache        | 2013 - 2015 |
| José Luis Rodríguez | 2015 - 2018 |
| José Decurnex       | 2019 - 2021 |
| Jose Fuentes        | 2022 - 2023 |
| Alejandro Balbi     | 2023 - 2024 |
| Ricardo Vairo       | 2025 -      |